# Vuelta a España 1941
La Vuelta a España 1941, terza edizione della corsa, si svolse in ventuno tappe dal 12 giugno al 6 luglio 1941, per un percorso totale di 4406 km. La vittoria fu appannaggio dello spagnolo Julián Berrendero, che completò il percorso in 168h45'26", precedendo i connazionali Fermín Trueba e José Jabardo.
I corridori che partirono da Madrid furono 32 (28 spagnoli e 4 svizzeri), mentre coloro che tagliarono il medesimo traguardo furono 16 (tutti spagnoli eccetto Emile Vaucher).

## Tappe
| Tappa  | Data      | Percorso                           | km               | Vincitore di tappa    | Leader cl. generale |
| ------ | --------- | ---------------------------------- | ---------------- | --------------------- | ------------------- |
| 1ª     | 12 giugno | Madrid > Salamanca                 | 210              | Julián Berrendero     | Julián Berrendero   |
| 2ª     | 13 giugno | Salamanca > Caceres                | 214              | Antonio Montes        | Delio Rodríguez     |
| 3ª     | 14 giugno | Caceres > Siviglia                 | 270              | Delio Rodríguez       | Delio Rodríguez     |
|        | 15 giugno | giorno di riposo                   | giorno di riposo | giorno di riposo      | giorno di riposo    |
| 4ª     | 16 giugno | Siviglia > Malaga                  | 212              | Antonio Escuriet      | Fermín Trueba       |
| 5ª     | 17 giugno | Malaga > Almería                   | 220              | Delio Rodríguez       | Fermín Trueba       |
| 6ª     | 18 giugno | Almería > Murcia                   | 223              | Delio Rodríguez       | Fermín Trueba       |
| 7ª     | 19 giugno | Murcia > Valencia                  | 248              | Antonio Andrés Sancho | Fermín Trueba       |
|        | 20 giugno | giorno di riposo                   | giorno di riposo | giorno di riposo      | giorno di riposo    |
| 8ª     | 21 giugno | Valencia > Tarragona               | 279              | Fermín Trueba         | Fermín Trueba       |
| 9ª     | 22 giugno | Tarragona > Barcellona             | 97               | Antonio Martín Eguia  | Fermín Trueba       |
| 10ª    | 23 giugno | Barcellona > Saragozza             | 306              | Delio Rodríguez       | Fermín Trueba       |
| 11ª    | 24 giugno | Saragozza > Logroño                | 174              | Delio Rodríguez       | Fermín Trueba       |
| 12ª    | 25 giugno | Logroño > San Sebastián            | 209              | Delio Rodríguez       | Fermín Trueba       |
| 13ª    | 26 giugno | San Sebastián > Bilbao             | 160              | Fermín Trueba         | Fermín Trueba       |
|        | 27 giugno | giorno di riposo                   | giorno di riposo | giorno di riposo      | giorno di riposo    |
| 14ª    | 28 giugno | Bilbao > Santander                 | 213              | Delio Rodríguez       | Fermín Trueba       |
| 15ª    | 29 giugno | Santander > Gijón                  | 192              | Delio Rodríguez       | Fermín Trueba       |
| 16ª-1  | 30 giugno | Gijón > Oviedo (cron. individuale) | 53               | Delio Rodríguez       | Julián Berrendero   |
| 16ª-2  | 30 giugno | Oviedo > Luarca                    | 101              | Delio Rodríguez       | Julián Berrendero   |
| 17ª    | 1º luglio | Luarca > La Coruña                 | 219              | Delio Rodríguez       | Julián Berrendero   |
| 18ª    | 2 luglio  | La Coruña > Vigo                   | 178              | Delio Rodríguez       | Julián Berrendero   |
|        | 3 luglio  | giorno di riposo                   | giorno di riposo | giorno di riposo      | giorno di riposo    |
| 19ª    | 4 luglio  | Vigo > Verín                       | 178              | Delio Rodríguez       | Julián Berrendero   |
| 20ª    | 5 luglio  | Verín > Valladolid                 | 301              | Julián Berrendero     | Julián Berrendero   |
| 21ª    | 6 luglio  | Valladolid > Madrid                | 198              | Vicente Carretero     | Julián Berrendero   |
| Totale | Totale    | Totale                             | 4406             |                       |                     |

## Classifiche finali

### Classifica generale
| Pos. | Corridore             | Squadra      | Tempo      |
| ---- | --------------------- | ------------ | ---------- |
| 1    | Julián Berrendero     | Indipendente | 168h45'26" |
| 2    | Fermín Trueba         | Indipendente | a 1'07"    |
| 3    | José Jabardo          | Indipendente | a 6'32"    |
| 4    | Delio Rodríguez       | Indipendente | a 29'17"   |
| 5    | Antonio Andrés Sancho | Indipendente | a 35'40"   |
| 6    | Antonio Escuriet      | Indipendente | a 35'57"   |
| 7    | Antonio Martín Eguia  | Indipendente | a 46'04"   |
| 8    | Vicente Carretero     | Indipendente | a 54'25"   |
| 9    | José Cano             | Indipendente | a 1h05'40" |
| 10   | Manuel Izquierdo      | Indipendente | a 1h24'13" |

### Classifica scalatori
| Pos. | Corridore         | Squadra      | Punti |
| ---- | ----------------- | ------------ | ----- |
| 1    | Fermín Trueba     | Indipendente | 32    |
| 2    | Julián Berrendero | Indipendente | 31    |
| 3    | Cayetano Martín   | Indipendente | 15    |